# جون غلوفر (نقابي)
جون غلوفر (بالإنجليزية: John Glover)‏ هو نقابي نيوزيلندي، ولد في 1866 في إنجلترا في المملكة المتحدة، وتوفي في 2 يونيو 1947 في نيوزيلندا.